# Antoine Perrot
Pour les articles homonymes, voir Perrot.
Antoine Perrot (né à Toulon en 1953) est un artiste plasticien contemporain français abstrait et enseignant.

## Biographie
Antoine Perrot, né en 1953 à Toulon, a commencé son activité artistique en 1987 après des études d’Histoire de l’art.
Il a codirigé avec un autre artiste, Claude Briand-Picard, un ouvrage collectif bilingue réunissant les textes de 21 artistes français et étrangers autour de cette notion, « Ready-made color ou la couleur importée »[source secondaire nécessaire], (Paris, Éditions Positions, 2002). Il a été aussi cocommissaire avec Claude Briand-Picard[source secondaire nécessaire] d’un certain nombre d’expositions collectives à la galerie Caminade (Paris), au Centre d’art Passerelle (Brest), à l’atelier 340 Muzeum (Bruxelles), à la Fondation Espace Écureuil pour l’art contemporain (Toulouse)…[réf. nécessaire]
Conjointement à sa pratique artistique et à des engagements associatifs, il a été membre fondateur en juin 2001 de la FRAAP (Fédération des réseaux et associations des artistes plasticiens) et son président de 2001]à avril 2007[source secondaire nécessaire]. Il est membre du comité de rédaction de la revue Vacarme.

## Expositions

### Expositions personnelles
- 1991 : Hommage à Jean Arp, Fondation Arp, Clamart[3] (Exposition collective).
- 1994 : Galerie Lahumière, Paris.
- 1993 : entredeux, Galerie Barbaro, Paris.
- 1992 : Margulies Taplin Gallery, Miami, États-Unis.
- 1991 : Galerie Lahumière, Paris.
- 1989 : Centre d’Arts Plastiques Albert Chanot, Clamart.
- 1988 : Galerie Lahumière, Paris.
- 1995 : Muralnomade, Galerie Attia Bousbaa, Paris.
- 1997 - 98 : Et in Arcadia ego, Galerie Lahumière, Paris.
- 2000 : Chapelle St Jean, Le Sourn, L’art dans les chapelles, Morbihan.
- 2002 : L’art est trop important pour qu’on l’abandonne à Antoine Perrot, Galerie Lahumière, Paris.
- 2006 : Territoire commun, Galerie Lahumière, Paris.
- 2007 : Parcours, L’H du Siège, Valenciennes.

### Expositions communes avec Claude Briand-Picard
- 2009 : All colours permitted as long as they don’t interfere with business, Sztuki Wspolczesnej, Szczecin,Pologne.
- 2008 : Rien ne va plus, les couleurs sont faites, exposition collective sur une proposition de Claude Briand-Picard et Antoine Perrot, Fondation pour l’art contemporain, Espace Écureuil, Toulouse. All colours permitted as long as they don’t interfere with business, BWA, Katowice, Pologne.
- 2007 : Toutes les couleurs sont autorisées à condition que cela n’empêche pas le commerce, Atelier 340 Muzeum, Bruxelles.
- 2004 : Couleur à dessein, Color energy, exposition collective sur une proposition d’Antoine Perrot, Galerie Villa des Tourelles, Nanterre.
- 2003 : Ready-made color, exposition collective sur une proposition de C. Briand-Picard et A. Perrot, Centre d'art passerelle, Brest.
- 2002 : Ready-made color, exposition collective sur une proposition de C. Briand-Picard et A. Perrot, Galerie Corinne Caminade, Paris.
- 2001 : Priplak und Polyathylen, Rudolf-Scharpf-Galerie, Ludwigshafen, Allemagne.
- 1999 : Tulle et Koto, Galerie Art & Essai, Université Rennes 2 Haute-Bretagne, Rennes.

Styroglass et Vert Lagon, Institut supérieur d’arts plastiques, Lorient.
C. Briand-Picard, P. Fort, A. Perrot, Galerie éof, Paris.

## Conservation
- Musée Ritter, Waldenbuch (Allemagne).
- Ville de Nanterre.
- MacVal (Musée d'art contemporain du Val-de-Marne/FDAC Val de Marne) Vitry-sur-Seine.
- Musée des Ursulines, Mâcon. Chronopost, Issy-les-Moulineaux.
- FNAC, (Fonds National d’Art Contemporain), Paris.
- Musée d’Art et d’Histoire, Cholet. Université d’Arts Plastiques, Olsztyn, Pologne.
- Ville de Tübingen, Allemagne.
- Collection Margulies, Miami, États-Unis.
- FNAC, (Fonds National d’Art Contemporain), Paris. Fonds municipal d'art contemporain de la Ville de Paris.
- CEAC - CGE, Clichy. Principal Financial, Des Moines, États-Unis[réf. souhaitée]

## Publications
- Une autobiographie collective ?, entretien avec Laurence Debecque-Michel, Ligeia, n°37-40, octobre 2001[4].
- Les jours noirs du statut de l’artiste, publié dans Libération, Rebonds, mardi 12 août 2003
- exposition, Ready made color, Centre d’art La Passerelle, Brest, 2003.
- La fortune des couleurs, Bleu, noir, blanc, rose, vert Publié dans Vacarme, n° 45, automne 2008.